# Moulinet (Lot-et-Garonne)
Pour les articles homonymes, voir Moulinet.
Moulinet est une commune du Sud-Ouest de la France, située dans le département de Lot-et-Garonne (région Nouvelle-Aquitaine).

## Géographie

### Localisation
Commune de Guyenne située sur le Tolzac.

### Communes limitrophes
Les communes limitrophes sont Beaugas, Cancon, Monbahus, Monviel et Saint-Maurice-de-Lestapel.
| Monviel  | Saint-Maurice-de-Lestapel |        |
| Monbahus | Moulinet                  | Cancon |
|          | Beaugas                   |        |

### Climat
Pour des articles plus généraux, voir Climat de la Nouvelle-Aquitaine et Climat de Lot-et-Garonne.
Historiquement, la commune est exposée à un climat océanique aquitain.  
En 2020, Météo-France publie une typologie des climats de la France métropolitaine dans laquelle la commune est exposée à un climat océanique altéré et est dans la région climatique Aquitaine, Gascogne, caractérisée par une pluviométrie abondante au printemps, modérée en automne, un faible ensoleillement au printemps, un été chaud (19,5 °C), des vents faibles, des brouillards fréquents en automne et en hiver et des orages fréquents en été (15 à 20 jours).
Pour la période 1971-2000, la température annuelle moyenne est de 13,1 °C, avec une amplitude thermique annuelle de 15,4 °C. Le cumul annuel moyen de précipitations est de 809 mm, avec 11,3 jours de précipitations en janvier et 6,7 jours en juillet. Pour la période 1991-2020, la température moyenne annuelle observée sur la station météorologique la plus proche, située sur la commune de Cancon à 4 km à vol d'oiseau, est de 13,4 °C et le cumul annuel moyen de précipitations est de 852,4 mm,. Pour l'avenir, les paramètres climatiques de la commune estimés pour 2050 selon différents scénarios d’émission de gaz à effet de serre sont consultables sur un site dédié publié par Météo-France en novembre 2022.

## Urbanisme

### Typologie
Au 1er janvier 2024, Moulinet est catégorisée commune rurale à habitat très dispersé, selon la nouvelle grille communale de densité à sept niveaux définie par l'Insee en 2022.
Elle est située hors unité urbaine et hors attraction des villes,.

### Occupation des sols

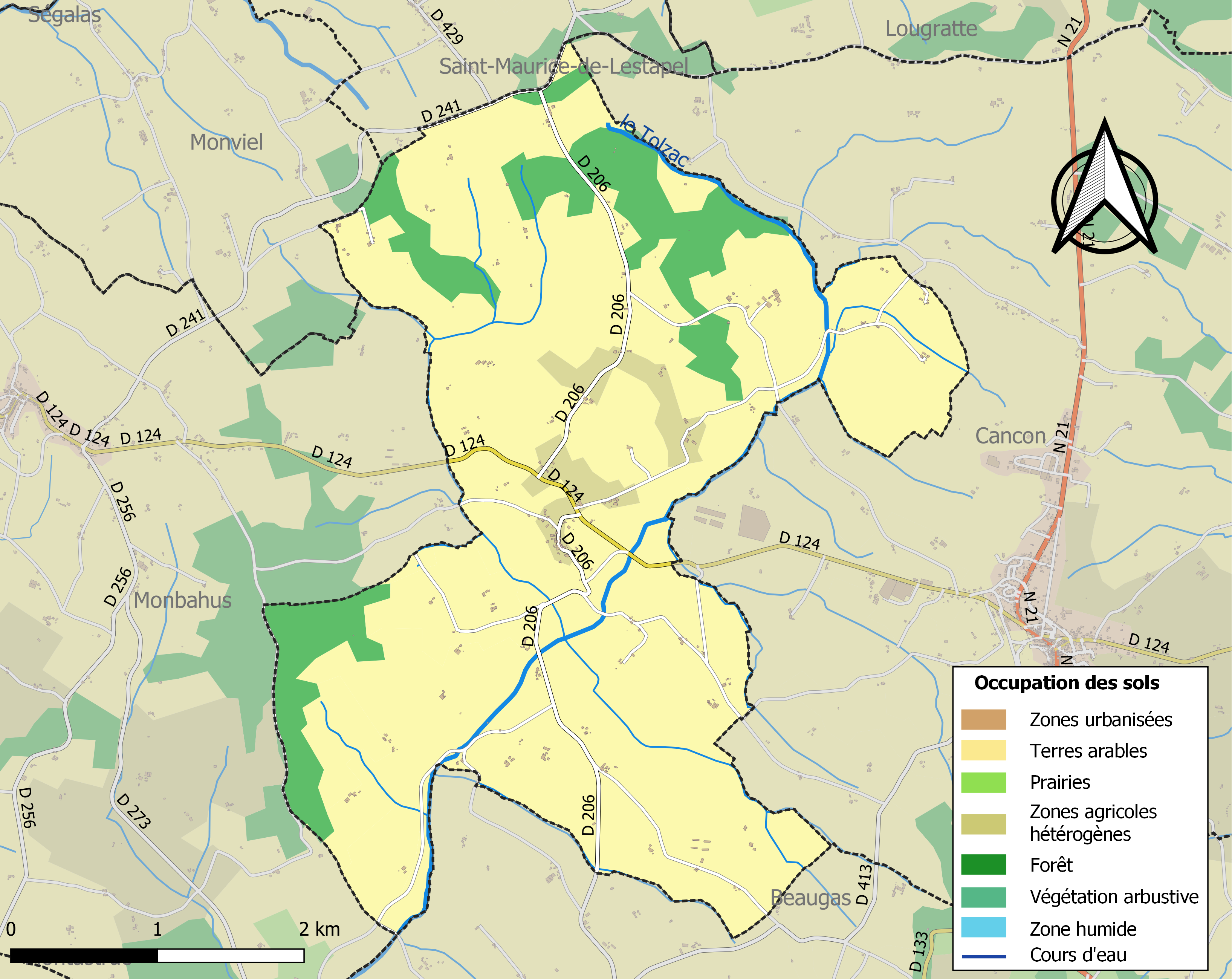
Carte des infrastructures et de l'occupation des sols de la commune en 2018 (CLC).

L'occupation des sols de la commune, telle qu'elle ressort de la base de données européenne d’occupation biophysique des sols Corine Land Cover (CLC), est marquée par l'importance des territoires agricoles (87,6 % en 2018), une proportion identique à celle de 1990 (87,6 %). La répartition détaillée en 2018 est la suivante : 
terres arables (76,7 %), forêts (12,4 %), cultures permanentes (7,3 %), zones agricoles hétérogènes (3,6 %). L'évolution de l’occupation des sols de la commune et de ses infrastructures peut être observée sur les différentes représentations cartographiques du territoire : la carte de Cassini (XVIIIe siècle), la carte d'état-major (1820-1866) et les cartes ou photos aériennes de l'IGN pour la période actuelle (1950 à aujourd'hui).

### Risques majeurs
Le territoire de la commune de Moulinet est vulnérable à différents aléas naturels : météorologiques (tempête, orage, neige, grand froid, canicule ou sécheresse), mouvements de terrains et séisme (sismicité très faible). Un site publié par le BRGM permet d'évaluer simplement et rapidement les risques d'un bien localisé soit par son adresse soit par le numéro de sa parcelle.
Les mouvements de terrains susceptibles de se produire sur la commune sont des affaissements et effondrements liés aux cavités souterraines (hors mines) et des tassements différentiels. Afin de mieux appréhender le risque d’affaissement de terrain, un inventaire national permet de localiser les éventuelles cavités souterraines sur la commune.

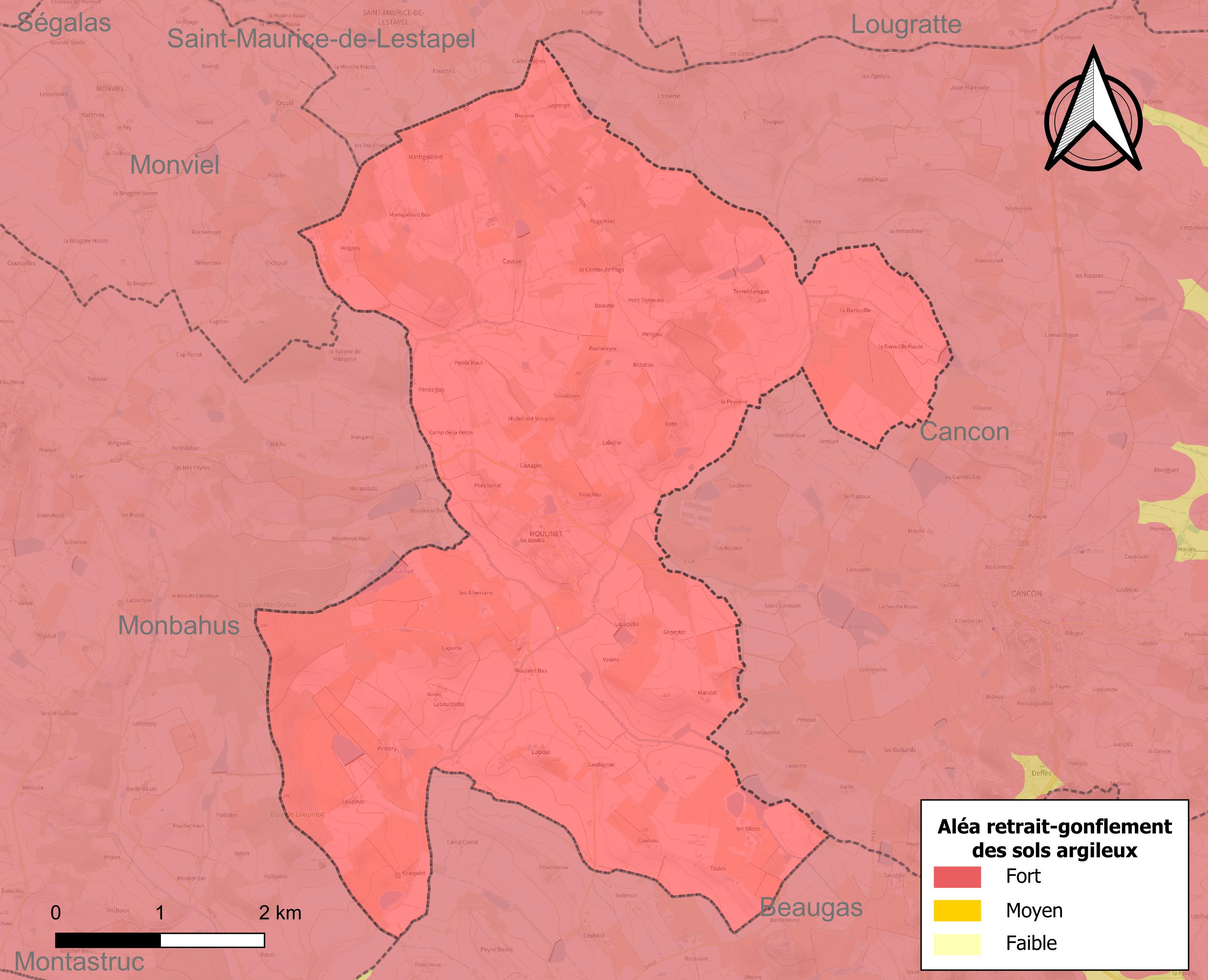
Carte des zones d'aléa retrait-gonflement des sols argileux de Moulinet.

Le retrait-gonflement des sols argileux est susceptible d'engendrer des dommages importants aux bâtiments en cas d’alternance de périodes de sécheresse et de pluie. La totalité de la commune est en aléa moyen ou fort (91,8 % au niveau départemental et 48,5 % au niveau national). Depuis le 1er octobre 2020, en application de la loi ELAN, différentes contraintes s'imposent aux vendeurs, maîtres d'ouvrages ou constructeurs de biens situés dans une zone classée en aléa moyen ou fort,.
La commune a été reconnue en état de catastrophe naturelle au titre des dommages causés par les inondations et coulées de boue survenues en 1982, 1993, 1999 et 2009, par la sécheresse en 2003, 2011 et 2017 et par des mouvements de terrain en 1999.

## Politique et administration
| Période                                  | Période  | Identité                | Étiquette | Qualité           |
| ---------------------------------------- | -------- | ----------------------- | --------- | ----------------- |
| 1983                                     | 2014     | Guy Verdier             |           | Retraité agricole |
| 2014                                     | En cours | Georges-Robert Pignello |           | Retraité agricole |
| Les données manquantes sont à compléter. |          |                         |           |                   |

## Démographie
L'évolution du nombre d'habitants est connue à travers les recensements de la population effectués dans la commune depuis 1793. Pour les communes de moins de 10 000 habitants, une enquête de recensement portant sur toute la population est réalisée tous les cinq ans, les populations de référence des années intermédiaires étant quant à elles estimées par interpolation ou extrapolation. Pour la commune, le premier recensement exhaustif entrant dans le cadre du nouveau dispositif a été réalisé en 2006.

En 2022, la commune comptait 197 habitants, en évolution de +1,55 % par rapport à 2016 (Lot-et-Garonne : −0,18 %, France hors Mayotte : +2,11 %).
| 1793 | 1800 | 1806 | 1821 | 1831 | 1836 | 1841 | 1846 | 1851 |
| ---- | ---- | ---- | ---- | ---- | ---- | ---- | ---- | ---- |
| 576  | 552  | 616  | 656  | 701  | 667  | 642  | 659  | 600  |

| 1856 | 1861 | 1866 | 1872 | 1876 | 1881 | 1886 | 1891 | 1896 |
| ---- | ---- | ---- | ---- | ---- | ---- | ---- | ---- | ---- |
| 588  | 568  | 559  | 539  | 568  | 529  | 514  | 455  | 456  |

| 1901 | 1906 | 1911 | 1921 | 1926 | 1931 | 1936 | 1946 | 1954 |
| ---- | ---- | ---- | ---- | ---- | ---- | ---- | ---- | ---- |
| 433  | 419  | 437  | 378  | 390  | 389  | 385  | 324  | 285  |

| 1962 | 1968 | 1975 | 1982 | 1990 | 1999 | 2006 | 2011 | 2016 |
| ---- | ---- | ---- | ---- | ---- | ---- | ---- | ---- | ---- |
| 280  | 240  | 214  | 199  | 222  | 217  | 203  | 196  | 194  |

| 2021 | 2022 | - | - | - | - | - | - | - |
| ---- | ---- | - | - | - | - | - | - | - |
| 198  | 197  | - | - | - | - | - | - | - |

## Lieux et monuments
- Église Saint-Jean, dite église de Lasbardes (ou las Bardes), près de la mairie. C'est une église à vaisseau unique se terminant par une abside semi-circulaire, probablement construite à partir du XIIe siècle. Les chapelles latérales sont construites en 1863. La voûte de la nef s'étant effondrée, elle est reconstruite en 1873, jusqu'en 1876, ainsi que les chapelles sud. Le clocher est reconstruit au milieu du XIXe siècle. La sacristie est construite en 1877[24]. Elle est inscrite à l'Inventaire général du patrimoine culturel[24].
- Église Sainte-Marie-Madeleine de Lentignac, puis mentionnée sous le patronage de saint Ferréol. L'église doit dater de la fin du XIIe siècle ou du début du XIIIe siècle. Le portail en arc brisé peut dater du XIVe ou XVe siècle. Les fenêtres sont modifiées au XVIIe ou XVIIIe siècle. Le porche en appentis doit dater du XVIIIe siècle. L'église est vendue en 1798 à Gérard Béchade-Labarthe, mais elle est rendue au culte en 1825, puis à la commune en 1833. Elle est désaffectée en 1950. Elle est restaurée en 1997[25]. L'église a été inscrite au titre des monuments historiques en 1997[26].
- Château du Moulinet. Le chasteau noble et les dépendances sont cités en 1577. Ils ont été incorporés dans le château actuel est construit après l'achat de la seigneurie en 1708 par Joseph-Philippe-François de Mathieu[27].
- Maison à empilage partiel au lieu-dit Pestory, datant de la fin du XVe siècle ou du début du XVIe siècle[28].

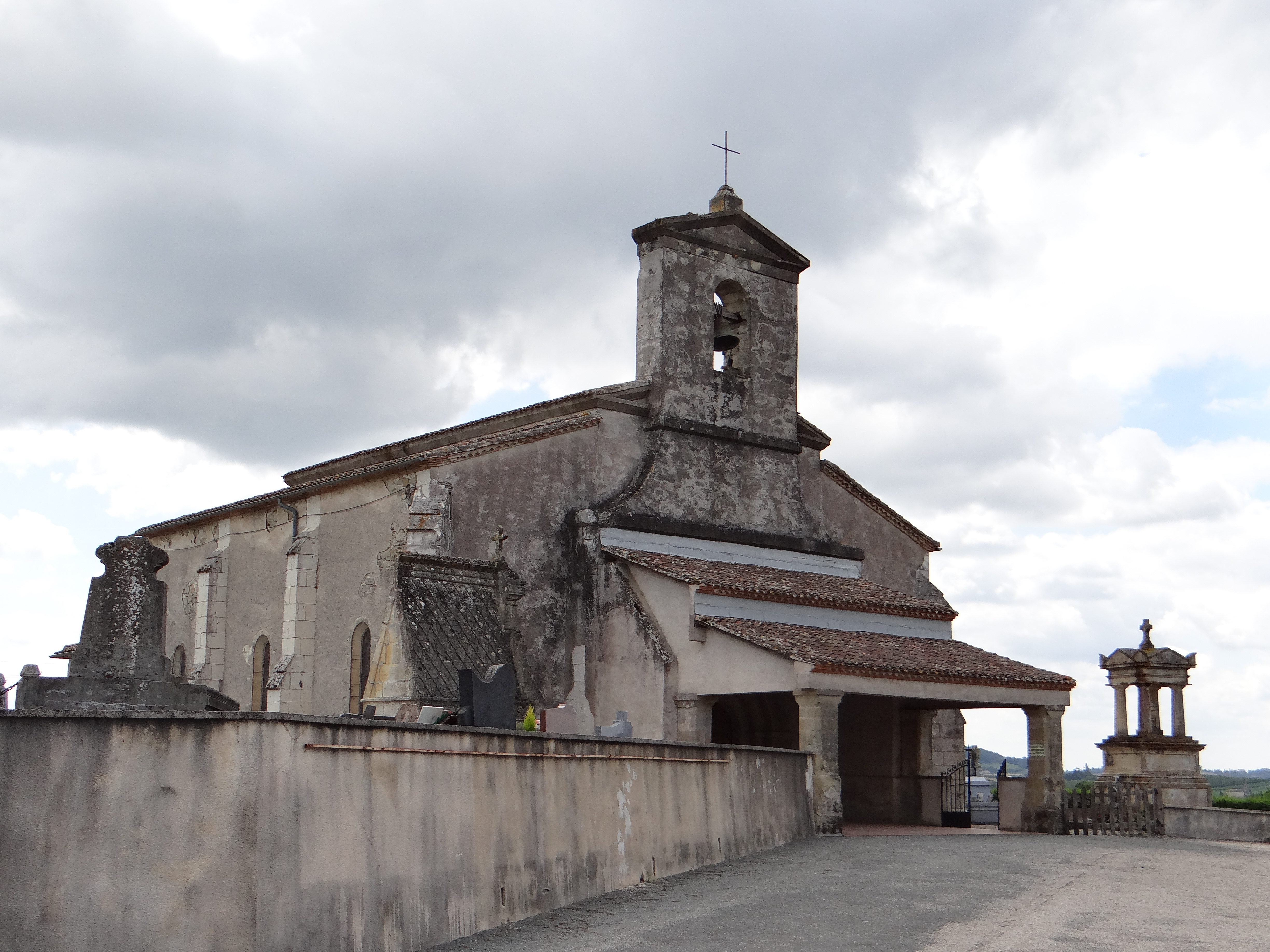
Église Saint-Jean de Lasbardes.
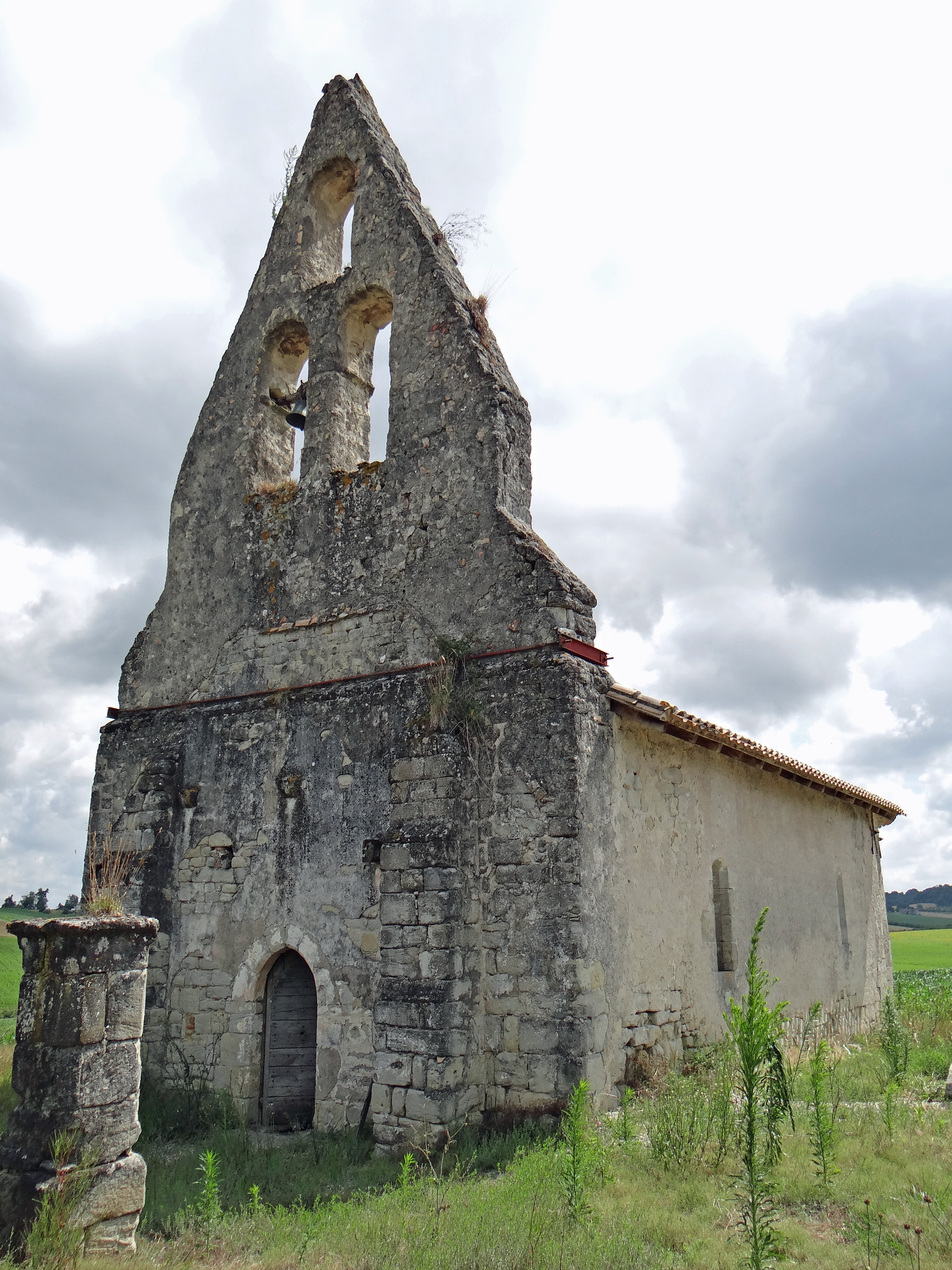
Église Saint-Ferréol de Lentignac.

## Jumelages
- Moulinet (France) Alpes-Maritimes[29].